# سلاح الجو الملكي النرويجي
سلاح الجو الملكي النرويجي (RNoAF) (النرويجي: Luftforsvaret) هي القوة الجوية في النرويج. وقد تم تأسيسها على أنها ذراع منفصلة القوات المسلحة الملكية النرويجية في 10 تشرين الثاني 1944. قوة RNoAF السلام ما يقرب من 1430 موظف (الضباط والموظفين المدنيين والمجندين). 600 فرد يخدم أيضا فترة عملهم في مشروع RNoAF. بعد تعبئة فإن RNoAF تتكون من حوالي 5500 فردا.
البنية التحتية للRNoAF يضم سبع قواعد جوية (في Andøya، Bardufoss، بودو، Gardermoen، Rygge، سولا وهران)، واثنين من مراكز المراقبة والإبلاغ (في Sørreisa وMågerø) وثلاثة مراكز للتدريب (على Kjevik في كريستيإنساند وPersaunet في تروندهايم) وعلى سمو KNM / Madlaleiren (ستافانجر).

## الحمل
بدأت الرحلات الجوية العسكرية يوم 31 مايو عام 1912. تم شراء أول طائرة، HNoMS ابدأ، بأموال تبرع بها الجمهور ويقودها دونز هانز الثاني في قيادة الغواصة Kobben HNoMS (A - 1) [2] وحتى الذين ينتمون معظم الطائرات حتى عام 1940 لسلاح البحرية ووكانت القوات الجوية للجيش التصاميم الداخلية أو بموجب اتفاقات ترخيص بناء، والمهاجم الرئيسي / الكشفية الطائرات التابعة لسلاح الجو في الجيش يجري الهولندية origined فوكر السيرة الذاتية

### تراكم عن الحرب العالمية الثانية
قبل 1944 كانت مقسمة لسلاح الجو في الجيش الخدمة الجوية النرويجية (Hærens Flyvevaaben) والبحرية الملكية النرويجية الخدمة الجوية (Marinens Flyvevaaben). في أواخر 30S، كما بدا الحرب وشيكة، تم شراء المزيد من الطائرات الحديثة من الخارج، بما في ذلك مقاتلي twelve المصارع Gloster من المملكة المتحدة، وستة وهنكل 115s من ألمانيا. وضعت أوامر لطائرات كبيرة مع الشركات الأميركية خلال الأشهر التي سبقت غزو النرويج في 9 نيسان 1940.
وكان من أهم أوامر الولايات المتحدة طلبين لالحديثة نسبيا كيرتس P - 36 من مقاتلات هوك أحادية السطح. كان أول لمدة 24 هوك 75A - 6 (حصان مع برات آند ويتني 1200 R - 1830 - SC3 - G محركات التوأم الزنبور)، 19 منها تم تسليمها قبل الغزو. 19 من هؤلاء، رغم ذلك، لم يكن أحد التنفيذية عندما جاء الهجوم. وكان العدد الذي لا يزال في صناديق الشحن في ميناء أوسلو، بينما وقف آخرون في Kjeller مصنع الطائرات، والطيران جاهزة، ولكن أيا مكافحة جاهزة. وكان بعض الطائرات لم Kjeller مزودة مدافع رشاشة، وتلك التي تم تركيبها ما زالت تفتقر إلى فوهة البندقية.
تم تحويل السفينة مع الخمس الماضية - 75A 6S التي كانت shipbound عن النرويج إلى المملكة المتحدة، حيث تم نقلهم بواسطة أكثر من سلاح الجو الملكي. تم بيعها في وقت لاحق عن 19 P - 36s النرويجية التي تم التقاطها من قبل الغزاة الألمانية من قبل السلطات الألمانية للقوات الجوية الفنلندية، التي كانت تستخدمها لتأثير جيد خلال الحرب استمرار.
وكان النظام الأخرى لP - 36s لمدة 36 هوك 75A - 8 (مع رايت حصان 1200 R - 1820-1895 إعصار 9 المحركات)، فإن أيا منها تسليمها في الوقت المناسب للغزو، ولم يتم تسليمها إلى النرويج ليتل. هناك كانت تستخدم لتدريب الطيارين النرويجية حتى تولى سلاح الجو الأمريكي والطائرات المستخدمة لها بموجب P36G التعيين.
كما أمرت قبل الغزو كانت 24 طائرة نورثروب تعويم N - 3PB بناء على المواصفات في النرويجية للمهاجم دورية. وقد صدر الأمر يوم 12 مارس عام 1940 في محاولة لتحل محل القوات البحرية الملكية النرويجية الخدمات الجوية التي عفا عليها الزمن دورية ذات السطحين MF.11 الطائرات. تم تسليم أي من نوع بنسبة 9 نيسان وعندما بدأ العمل مع 330 (النرويجية) سرب مايو 1941 وكانت تتمركز في ريكيافيك، أيسلندا أداء المضادة للغواصات ومرافقة قافلة الواجبات.

1937-1940 الطائرات وسم

### الهروب والمنفى
الحالة غير المتكافئة أدت إلى هزيمة سريعة للقوات الجوية النرويجية، على الرغم من المصارعون حتى سبعة Jagevingen (الجناح المقاتل) دافع Fornebu المطار ضد القوات الألمانية بمهاجمة بعض النجاح—يدعي two البيانات 110 مقاتل الثقيلة، واثنين من المهاجمين و111 واحد جونكرس] 52 جو النقل. فقدت Jagevingen two المصارعون إلى الأرض بتمشيط بينما كانوا على إعادة تسليح Fornebu واحدة في الهواء، واسقطت بواسطة هلموت EXPERTE المستقبل الصوم الكبير، مما اسفر عن اصابة الطيار رقيب. بعد انسحاب القوات المتحالفة، قدمت الحكومة النرويجية عن القتال في النرويج ونقله إلى المملكة المتحدة في 10 يونيو 1940.
وكان طائرات فقط من الخدمة الجوية النرويجية الملكية البحرية النطاق للطيران على طول الطريق من القواعد مشاركة المتبقية لهم في شمال النرويج إلى المملكة المتحدة. وشملت من بين الطائرات التي وصلت النرويجية الجزر البريطانية أربعة هنكل الألمانية الصنع وقاذفات طائرة مائية 115، ستة منها تم شراؤها قبل الحرب والقي القبض على اثنين من أكثر من الألمان خلال الحملة النرويجية. ونجا واحد 115 أيضا إلى فنلندا قبل استسلام النرويج البر الرئيسى، وثلاثة لم MF 11S ؛ الهبوط على بحيرة في Salmijärvi Petsamo. ونقل أيضا عن القبض على أرادو وصول 196 من منشأ ألماني الطراد الثقيل Hipper الاميرال إلى بريطانيا لفحصها.
للطائرات الجيش النرويجي الخدمة الجوية هي الخيار الوحيد للهروب فنلندا، حيث ستكون طائرات المعتقلين ولكن على الأقل لا تقع في أيدي الألمان. في كل السير الذاتية طفلين وواحدة من طراز فوكر دي هافيلاند تايجرموث جعله عبر الحدود والمطارات على الفنلندية قبل استسلام النرويج البر الرئيسى. وضغطت جميع الطائرات البحرية والجيش الذي فر إلى فنلندا في الخدمة مع القوات الجوية الفنلندية. [3]
تأسيس جيش والخدمات البحرية الجوية في بريطانيا نفسها تحت قيادة هيئة الأركان المشتركة. الجوية النرويجية وتعمل طواقم الأرض كجزء من القوة الجوية الملكية البريطانية، في كل من أسراب النرويجية كليا وكذلك في أسراب والوحدات الأخرى مثل قيادة سلاح الجو الملكي البريطاني وسلاح الجو الملكي البريطاني فيري قيادة قاذفة قنابل. على وجه الخصوص، تعمل أفراد النرويجية سربين من العصبيون سوبرمارين: RAF 132 (النرويجية) جناح يتألف من رقم 331 (النرويجية) وسرب سلاح الجو الملكي رقم 332 (النرويجية) السرب. وقد تم تمويل كل من الطائرات وتكاليف التشغيل من قبل الحكومة النرويجية في المنفى.
في خريف عام 1940، تم تأسيس مركز التدريب النرويجي المعروف باسم «ليتل النرويج» بجوار مطار جزيرة تورنتو، كندا.
تم تأسيس القوات الجوية الملكية النرويجية (RNoAF) بموجب مرسوم ملكي في 1 تشرين الثاني 1944، وبالتالي دمج الجيش والقوات البحرية الجوية. دافع رقم 331 (النرويجية) سرب من لندن عام 1941 وكان أعلى الدرجات سرب مقاتل في جنوب إنجلترا خلال الحرب.
يصل حتى 8 مايو 1945، كان 335 شخصا فقدوا حياتهم في حين يشارك في الجهود التي تبذلها RNoAF.

## القوة الجوية في مرحلة ما بعد الحرب
بعد الحرب بقي العصبي في الخدمة مع RNoAF في الخمسينات.
في عام 1947، حصلت شعبة المراقبة والتحكم في نظام رادار الأولى، وحولها في الوقت نفسه حصلت RNoAF مقاتليه أول طائرة في شكل مصاصي الدماء هافيلاند دي.
في عام 1949 شارك في تأسيس منظمة حلف شمال الأطلسي والنرويج، وسرعان ما تلقى بعد ذلك الطائرات الاميركية من خلال خطة عمل البحر المتوسط (برنامج المعونة العسكرية). حدث التوسع في سلاح الجو بوتيرة سريعة للغاية حيث أن الحرب الباردة. خلال الحرب الباردة كان سلاح الجو النرويجي واحد فقط من اثنين من القوات الجوية للناتو—تركيا هي الأخرى—مع المسؤولية عن منطقة ذات الحدود البرية مع الاتحاد السوفياتي، والطائرات المقاتلة والنرويجية على اعتراضات 500-600 متوسط السوفياتي الطائرات في كل عام [4].
في عام 1959، تم دمج والمدفعية المضادة للطائرات في سلاح الجو الملكي النرويجي.

## RNoAF القرن 21
في أكتوبر 2002، وهي قوة وطنية ثلاثية من 18 النرويجية والدنماركية والهولندية F - 16 المقاتلة القاذفة، مع واحدة ناقلة الجوية الهولندية KC - 10A القوة، توجه إلى قاعدة ماناس الجوية في قيرغيزستان، لدعم القوات البرية في حلف شمال الأطلسي أفغانستان كجزء من عملية الحرية الدائمة.
في عام 2004، شاركت أربع من طراز F - 16S على بحر البلطيق لحلف الناتو عملية الشرطة الجوية.
منذ فبراير 2006، وثمانية في سلاح الجو الملكي الهولندي طراز F - 16S، انضم أربعة من سلاح الجو الملكي من طراز F - 16S النرويجية، تم دعم حلف شمال الأطلسي المساعدة الأمنية الدولية القوات البرية قوة معظمها في المقاطعات الجنوبية من أفغانستان. ومن المعروف مفرزة الهواء وهولندا والنرويج 1 الأوروبية المشاركة القوات جناح الحملة الجوية (1 الرابطة الوطنية للديمقراطية / NOR EEAW) [5].
الليبية منطقة حظر الطيران: -- في بيان وزير الخارجية يوناس غار ستوره أدان أعمال العنف ضد «المتظاهرين السلميين في ليبيا والبحرين واليمن»، قائلا ان الاحتجاجات «وهي تعبير عن رغبة الشعب من أجل الديمقراطية على المزيد من المشاركة ويجب على السلطات احترام حقوق الإنسان الأساسية، مثل الحقوق السياسية والاقتصادية والاجتماعية، ومن الضروري الآن أن جميع الأطراف بذل قصارى جهدها لتعزيز الحوار السلمي حول الإصلاحات».. [6] وفي 19 مارس 2011 والحكومة النرويجية وأذن للقوات الجوية الملكية النرويجية للرئيس ليبيا والاستعداد للبعثات هناك. وقد وافقت النرويج 6 جنرال دايناميكس F - 16 المقاتلة والمقاتلات فالكون الموظفين اللازمين. وسوف يتوجه هؤلاء المقاتلين اليونان يوم 21 مارس اذار وتعمل انطلاقا من قاعدة سودا الجوية في خليج سودا على اليونان [7] في 24 مارس 2011، تم تعيينه F16s من سلاح الجو الملكي النرويجي لقيادة الولايات المتحدة لدول شمال أفريقيا والأوديسة عملية الفجر. وشارك عدد من طراز F - 16S النرويجية الخروج من قاعدتهم في اليونان لمهمتهم الأولى على ليبيا. [8] [9] في 25 مارس 2011، أطلقت 3 قنابل laserguided من 2 F - 16S لسلاح الجو الملكي النرويجي ضد الدبابات الليبية وخلال الليل نحو 26 مارس تعرضت للقصف مطار.. معدات depolyed أيضا إلى عملية الموحدة حامي في 26 مارس 2011. [10] [11] بحلول يوليو 2011 والنرويجي F16 التي انخفضت نحو 500 قنبلة، نحو 15 ٪ من القنابل مجموع انخفض في ذلك الوقت [12] [13] وكان F - 16S النرويجي أنه في ليلة نحو 26 أبريل Gaddafis قصفت المقر الرئيسي في طرابلس [13] [14] [15] [16]

## الخطط المستقبلية
سوف RNoAF سلوك العديد من الاستثمارات في السنوات المقبلة. وسوف يكون أول عرض المروحية الأوروبية NH - 90 لاستبدال طائرات هليكوبتر وطائرة مروحية لينكس التي تحملها السفن، ولكن سلاح الجو أيضا أن يكون له خيار شراء 15 إضافية بحث والإنقاذ لتحل محل مروحيات بشيخوخة البحر مروحيات الملك. سيتم استبدال الشيخوخة F - 16AM مقاتل من عام 2016. في 20 تشرين الثاني 2008، بعد كبير من وراء الكواليس ضغوط من جانب الدبلوماسيين الأمريكيين والسياسيين، [17] [18] [19] أعلن رئيس وزراء النرويج ينس ستولتنبرغ ان F - 35 المقاتلة فقط كان الوفاء بجميع متطلبات النرويجية وبالتالي فإن الخيار المفضل. وذكر ستولتنبرغ ان التعاون مع بلدان الشمال الأوروبي في مجال الدفاع والأمن ستستمر بصرف النظر عن شراء F - 35 [20].

## منظمة
يتم تنظيم RNoAF في اجنحة للطيران عشرة. وتنقسم هذه إلى ما مجموعه مراكز التحكم وطريقتي، وتسعة أسراب الطيران فضلا عن اثنين من وحدات مضادة للطائرات.

مدورة استخدم لأول مرة في عام 1945.

Control and Reporting Centre Mågerø
- 130 Air Wing[2]

Control and Reporting Centre Sørreisa
- 131 Air Wing[3]

Bodø Main Air Station
- 132 Air Wing
  - Squadron 331 (إف-16 فايتينغ فالكون)
  - Squadron 332 (إف-16 فايتينغ فالكون)
  - GBAD Battalion (صواريخ سام النرويجية المتقدمة and NASAMS 2 batteries)
  - Squadron 330 (Detachment) (ويستلاند سي كينغ، rescue)
- Station Group Banak at Banak Air Station (Lakselv Airport)
  - Squadron 330 (Detachment) (ويستلاند سي كينغ، rescue)

Ørland Main Air Station
- 138 Air Wing
  - Squadron 338 (إف-16 فايتينغ فالكون، NRF - الحلف الأطلسي Reaction Force)
  - GBAD Battalion (NASAMS 2 batteries)
  - Mobile Base-set (IRF support)
- Squadron 330 (Detachment) (ويستلاند سي كينغ، rescue)
- الحلف الأطلسي Airborne Early Warning Force - Forward Operating Location (بوينغ إي-3 سينتري)

Andøya Air Station
- 133 Air Wing
  - Squadron 333 (لوكهيد بيه-3 أوريون، لوكهيد بيه-3 أوريون، ASW/multirole)

Bardufoss Air Station
- 139 Air Wing
  - Squadron 334 (command) (إن إتش-90, frigate force)
  - Squadron 337 (ويستلاند لينكس/إن إتش-90, Coast Guard)
  - Squadron 339 (بيل 412, transport)
  - Squadron 718 (UAV/UACV)
  - Royal Norwegian Air Force Flight Training School (ساب سفاري، flight training)

Gardermoen Air Station
- 135 Air Wing

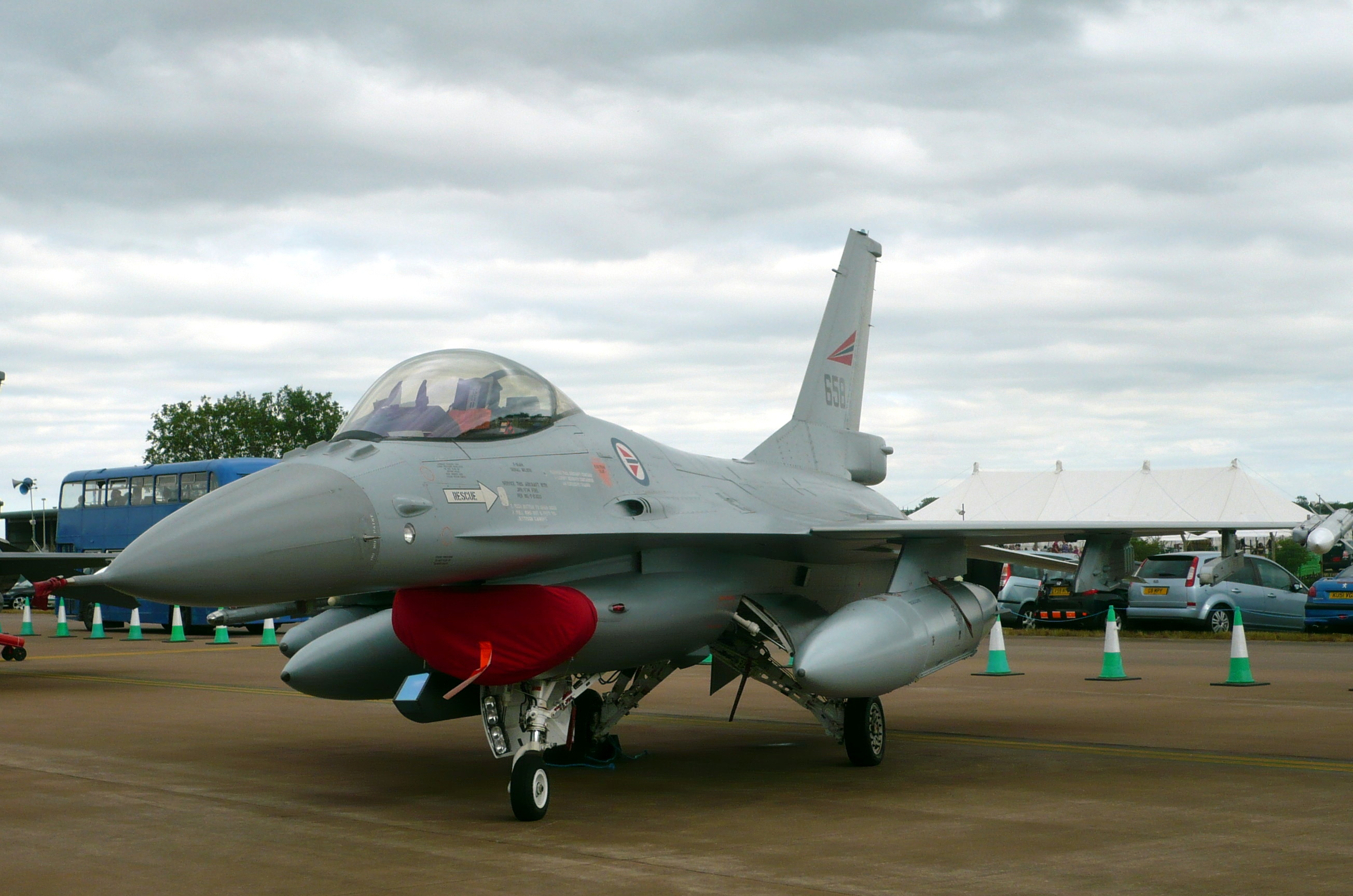
General Dynamics F-16AM at RIAT 2010.

  - Squadron 335 (سي-130 جيه سوبر هركيوليز، transport)

Rygge Air Station
- 137 Air Wing
  - Squadron 717 (DA-20، حرب إلكترونية & VIP transport)
  - Squadron 720 (بيل 412, special forces transport)
  - Squadron 330 (Detachment) (ويستلاند سي كينغ، rescue)
  - Squadron 336 (not part of the operational force) (نورثروب إف-5, missile testing)
  - Base Defence Squadron (BOS - Bakkeoperativ Skvadron) - sequrity force and educational unit for fire- and rescue personnel and radar personnel for the NASAMS II system.[4]

Sola Air Station
- 134 Air Wing
  - Squadron 330 (command) (ويستلاند سي كينغ، rescue)

Haakonsvern Naval Base
- 139 Air Wing
  - Squadron 334 (Detachment, to be established) (إن إتش-90, frigate force)

Norwegian Air Force Academy (تروندهايم)

## طائرات المخزون
| الطائرة             | الأصل                     | النوع                  | Versions       | In service | ملاحظات |
| ------------------- | ------------------------- | ---------------------- | -------------- | ---------- | --- |
| إف-16               | هولندا · الولايات المتحدة | مقاتلة                 | F-16AMF-16BM   | 4710       | Original batch of 72 license-built by Fokker. All have received a اف-16. To be replaced byاف-35. |
| بيل 412             | الولايات المتحدة          | Utility helicopter     | 412SP          | 18         | Of total 19 aircraft delivered, 18 were assembled by the Norwegian company Helikopter Service |
| داسو فالكون 20      | فرنسا                     | Electronic warfare VIP | 20ECM20C-5     | 21         | [ 6 ] |
| سي-130              | الولايات المتحدة          | نقل                    | C-130J-30      | 4          | C-130Hs have been taken out of service, and the RNoAF has accepted four new C-130J-30 aircraft. The old C-130Hs were named أودين، ثور (ميثولوجيا)، فري، بالدر، تير and براغي. The first of the new C-130Js was delivered to the RNoAF on 25 November 2008 and was named فريغ by Norwegian وزير الدفاع ‏ Anne-Grete Strøm-Erichsen. إدون, the second aircraft, landed at Gardermoen Air Station on 10 June 2009. The last aircraft was accepted at Lockheed Martin's assembly plant in ماريتا، on May 11, 2010. The two latest aircraft where later named Siv and Nanna by Norwegian Defence Minister Grete Faremo (AP) on Tuesday 17 August 2010. The four planes then flew in a parade formation over Norway's capital Oslo, later that day. |
| لوكهيد بيه-3 أوريون | الولايات المتحدة          | Maritime surveillance  | P-3C UIP P-3N  | 4 2        | [ 12 ] |
| إن إتش-90           | الاتحاد الأوروبي          | Utility helicopter     | NH-90 NFH      | 0          | Total of 14 to be delivered. |
| ساب سفاري           | السويد                    | Basic training         | Safari         | 16         | [ 14 ] |
| ويستلاند لينكس      | المملكة المتحدة           | مروحيةخفر سواحل        | Lynx Mk.86     | 6          | يستخدمها خفر السواحل. To be replaced by NH90. |
| ويستلاند سي كينغ    | المملكة المتحدة           | مروحية بحث وإنقاذ      | Sea King Mk.43 | 12         | مملوكة من قبل سلاح الجو الملكي النرويجي والشرطة. يتمثل دورها الأساسي في البحث والإنقاذ، ولكنها تتعهد بعض المهامات العسكرية، مثل النقل وأدوار دعم للمجتمع المدني ومنها الشرطة في عمليات مكافحة الإرهاب. |

## معرض الصور

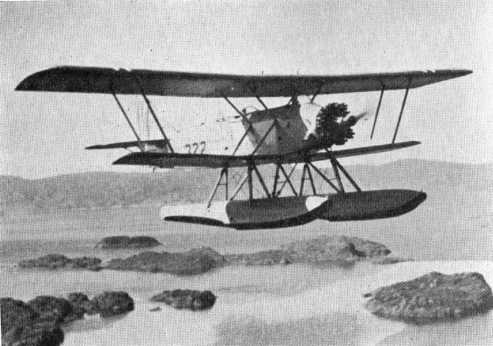
The Royal Norwegian Navy Air Service' main aircraft in 1940 - the Marinens Flyvebaatfabrikk M.F.11.
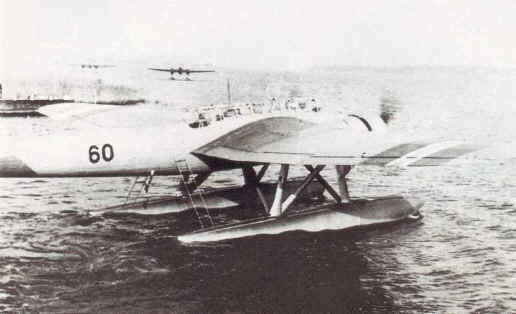
The M.F. 11's intended replacement - the هينكل هي 115N.
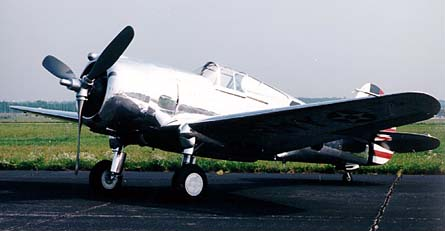
Curtis P-36 Hawk.
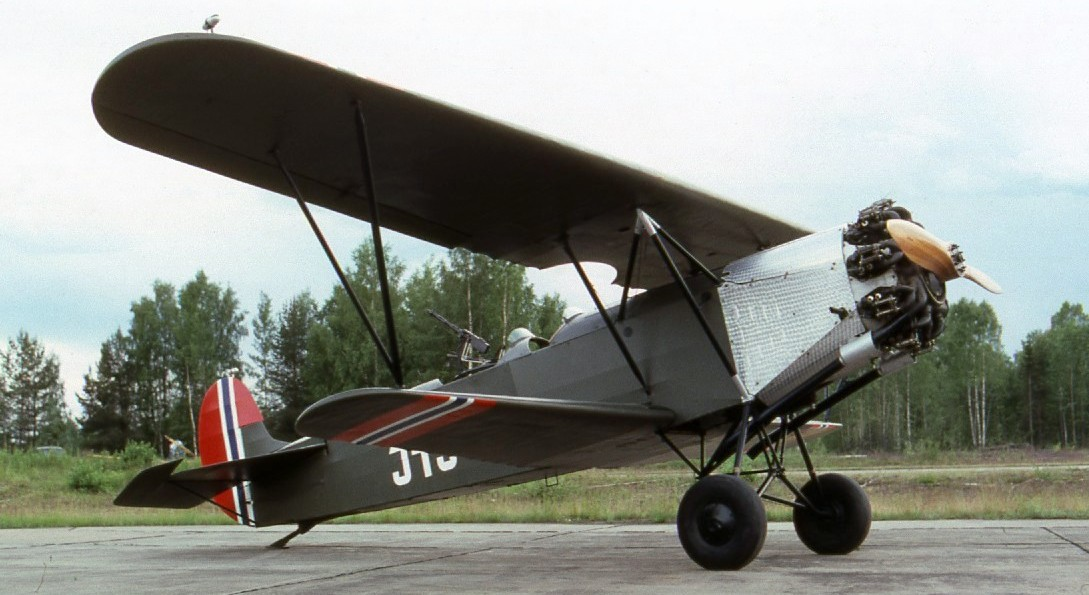
Norwegian Army Air Service Fokker CV-D in 1990.
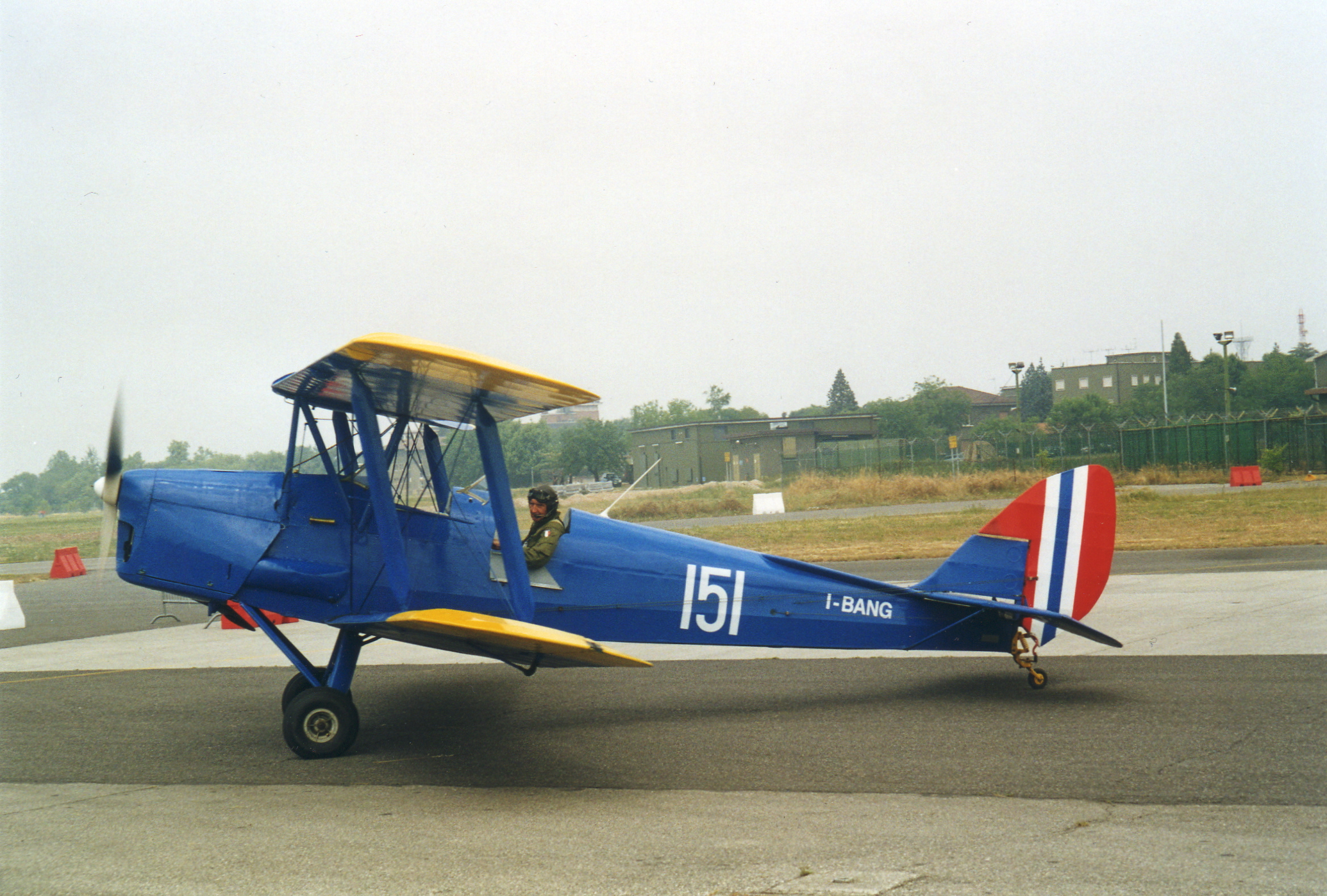
دي هافيلاند تايغر موث in Norwegian markings 24 June 2001.
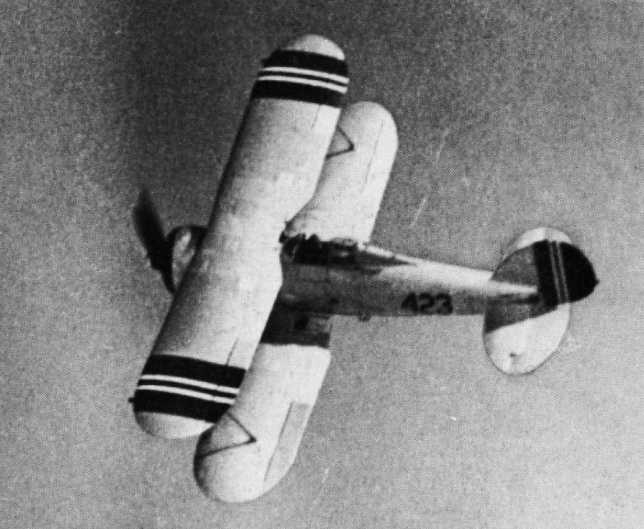
غلوستر غلاديتور 423 in 1938-1940.
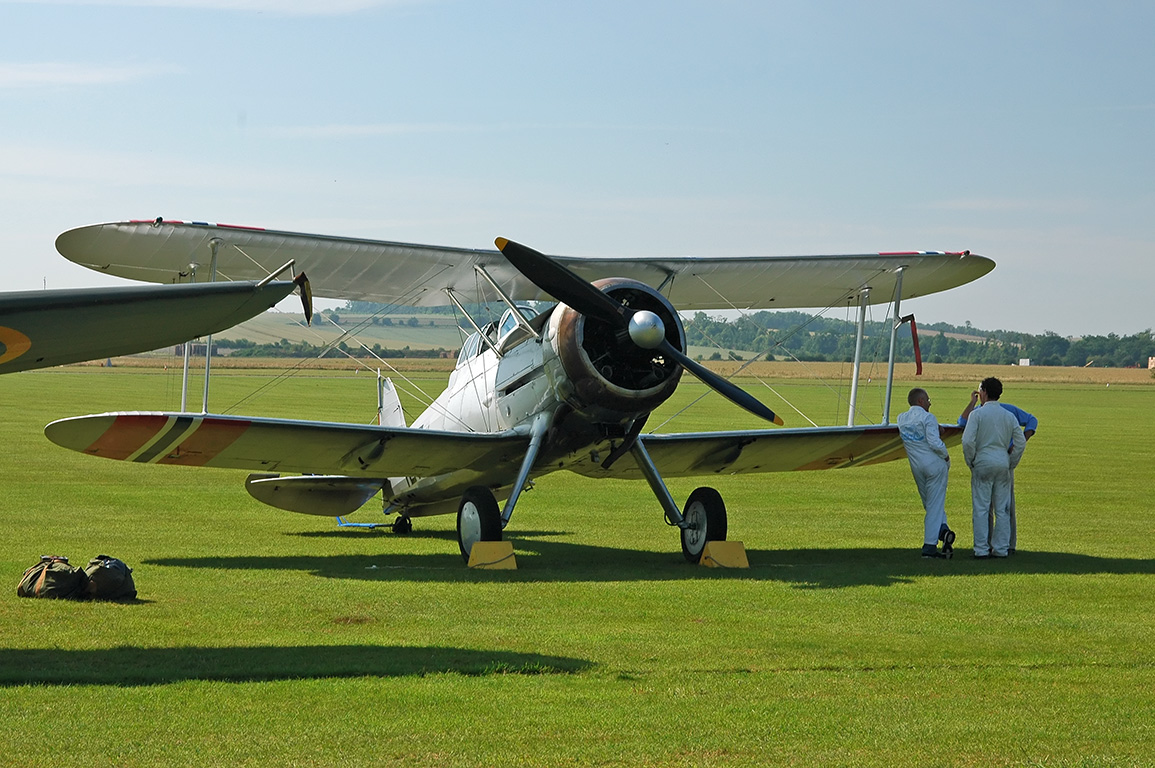
Gloster Gladiator in Norwegian colours on the ground in England 10 July 2005.
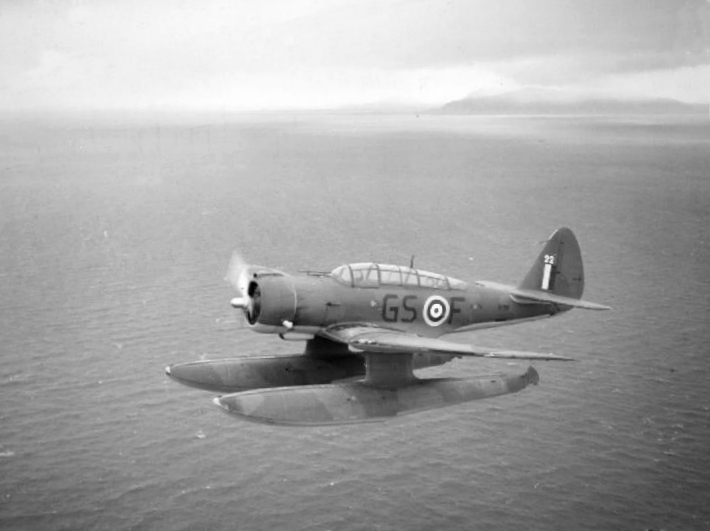
Royal Norwegian Navy Air Service Northrop N-3PB in flight over the North Atlantic Ocean.
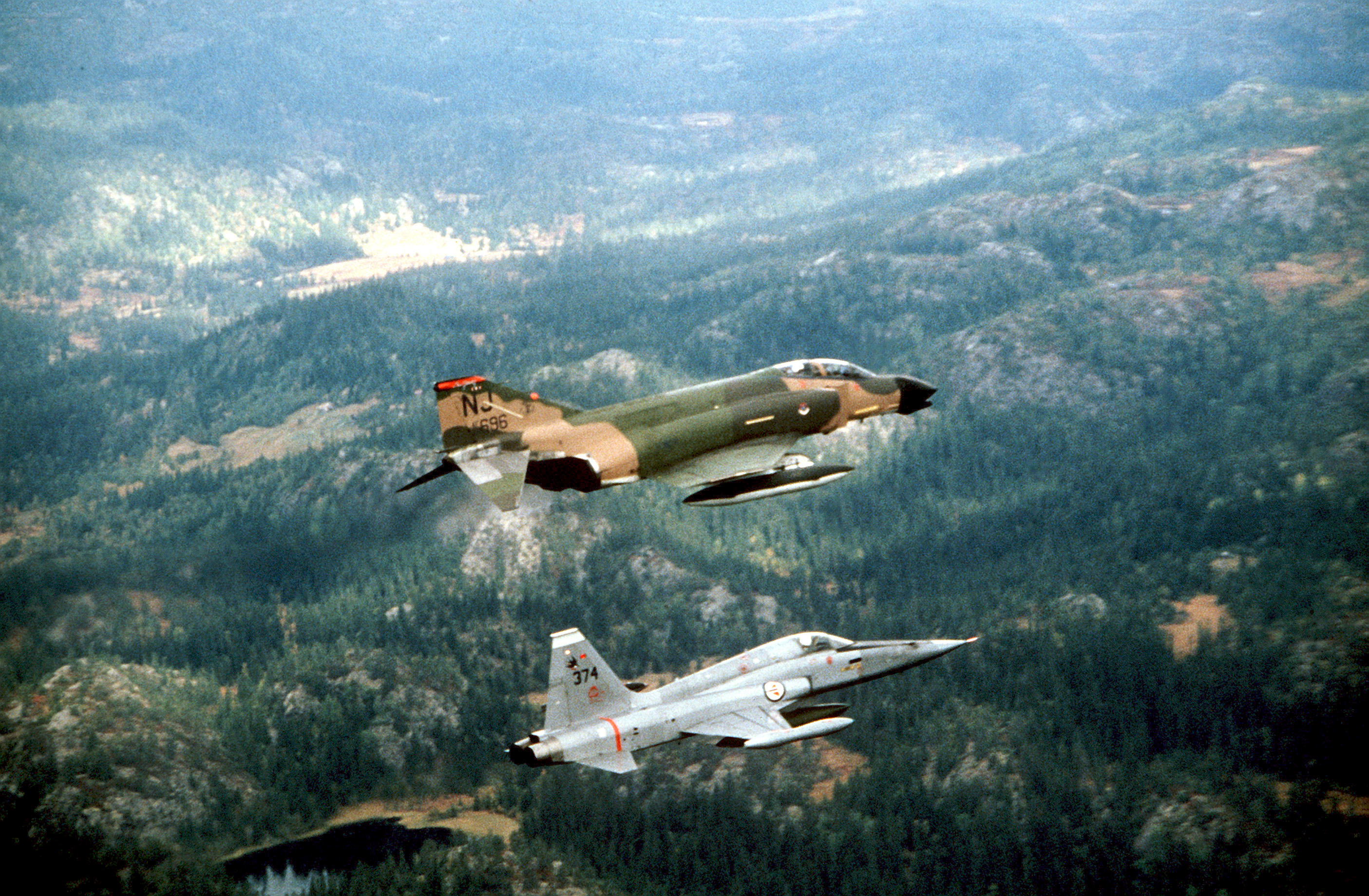
Royal Norwegian Air Force نورثروب إف-5 aircraft flying in close formation with a New Jersey Air National Guard إف-4 فانتوم الثانية aircraft during an exercise in 1982.
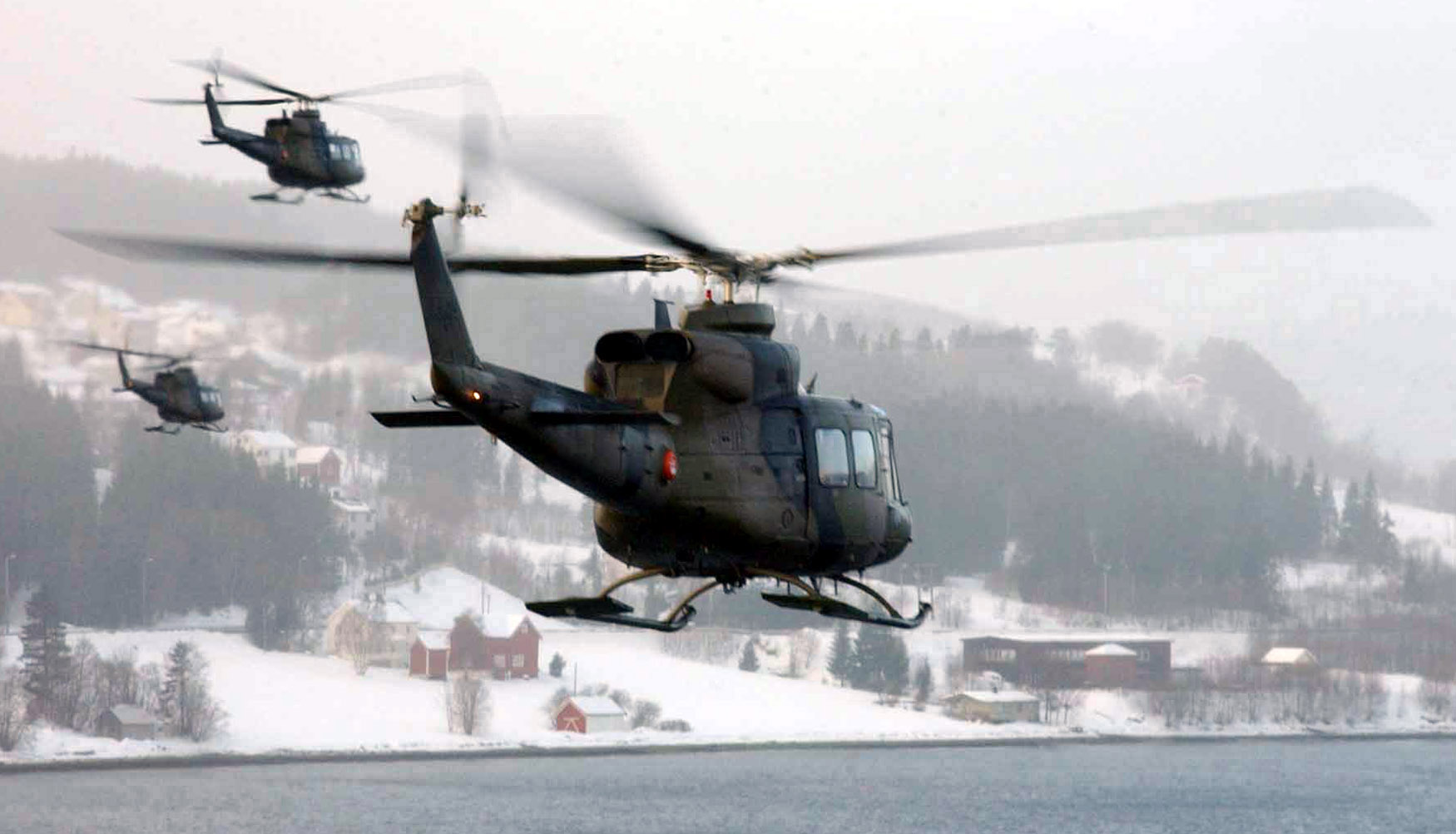
Norwegian Bell 412 SP.
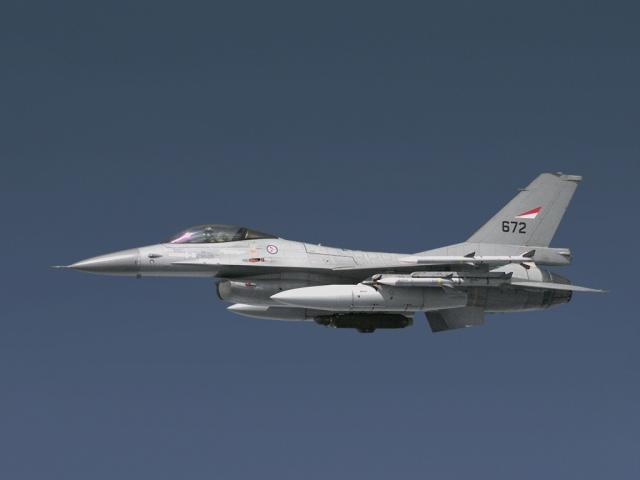
F-16A #672 carrying four إيه آي إم-120 أمرامs and two إيه آي إم-9 سايدويندرs. The Norwegian F-16s were the first to be equipped with مظلة كبح s (located in the rectangular extension at the base of the tail fin).